# Полюнин, Дмитрий Владимирович
Дми́трий Влади́мирович Полю́нин (род. 6 апреля 1969) — советский и узбекский легкоатлет, специалист по метанию копья. Выступал за сборные СССР, СНГ и Узбекистана по лёгкой атлетике в 1988—1993 годах, многократный призёр первенств национального значения, участник летних Олимпийских игр в Барселоне. Представлял Ташкент.

## Биография
Дмитрий Полюнин родился 6 апреля 1969 года. Занимался лёгкой атлетикой в Ташкенте, выступал за Узбекскую ССР.
Впервые заявил о себе на международном уровне в сезоне 1988 года, когда вошёл в состав советской национальной сборной и выступил на юниорском мировом первенстве в Садбери, где стал в метании копья четвёртым.
В 1989 году выиграл серебряную медаль на зимнем чемпионате СССР в Адлере, уступив здесь только Виктору Зайцеву, при этом впервые в карьере преодолел 80-метровый рубеж.
В 1991 году на чемпионате страны в рамках X летней Спартакиады народов СССР в Киеве был вторым позади Владимира Сасимовича. Отметился выступлением на чемпионате мира в Токио.
В 1992 году с личным рекордом в 85,74 метра завоевал серебряную награду на чемпионате СНГ в Москве, тем самым прошёл отбор в Объединённую команду, собранную из спортсменов бывших советских республик для участия в летних Олимпийских играх в Барселоне. На Играх метнул копьё на 76,40 метра и в финал не вышел.
После распада Советского Союза Полюнин выступал за Узбекистан. В 1993 году на чемпионате мира в Штутгарте выиграл бронзовую медаль, но провалил допинг-тест — в его пробе обнаружили следы анаболического стероида станозолола. В итоге результат на чемпионате был аннулирован, кроме того, за нарушение антидопинговых правил его отстранили от участия в соревнованиях сроком на четыре года.
По окончании срока дисквалификации Дмитрий Полюнин возобновил спортивную карьеру и впоследствии оставался действующим спортсменом вплоть до 2000 года, однако значимых результатов на международной арене больше не показывал.